# Edmund Ilcewicz

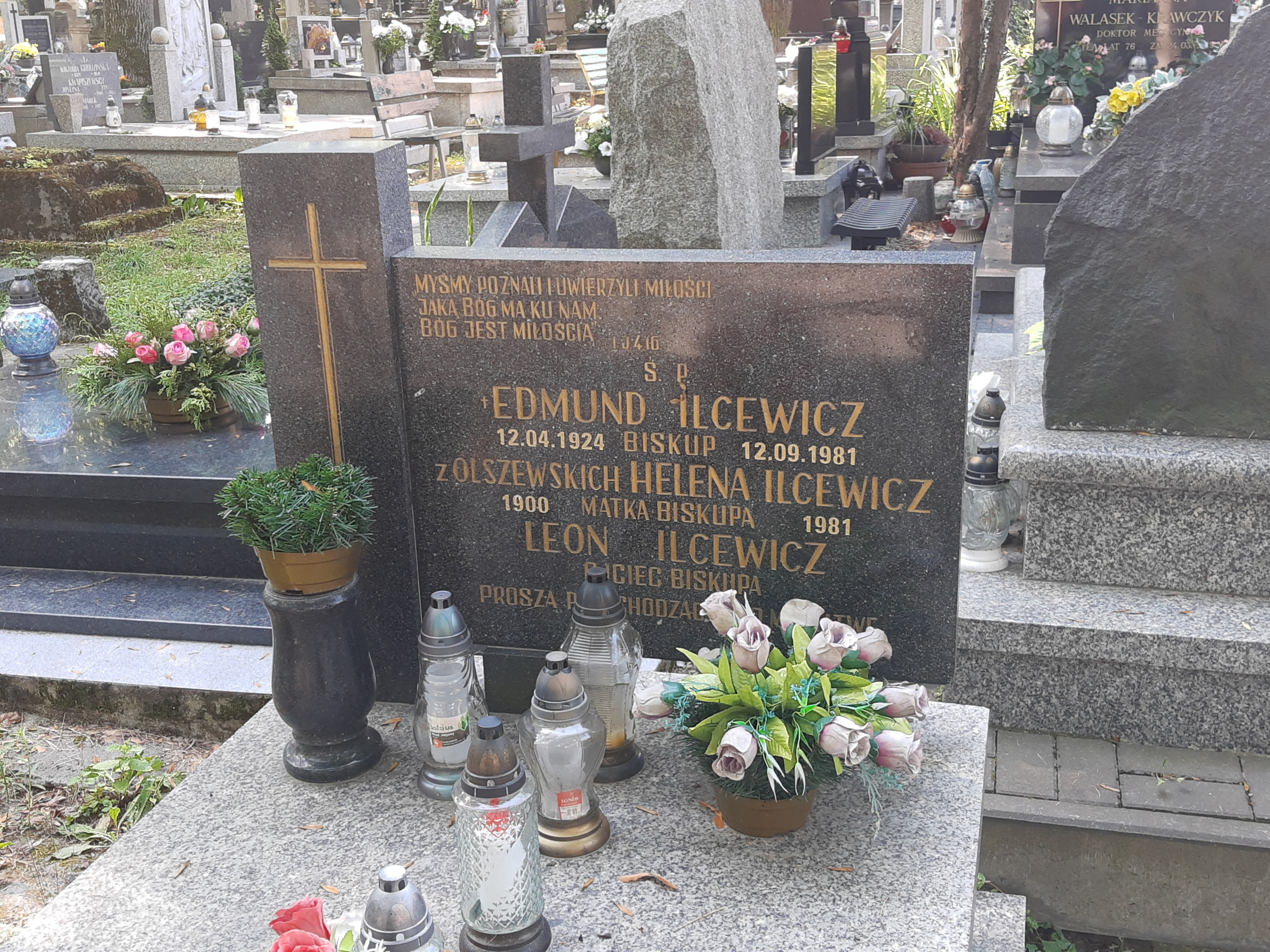
Grób biskupa Edmunda Ilcewicza na cmentarzu przy ulicy Lipowej w Lublinie

Edmund Ilcewicz (ur. 12 kwietnia 1924 w Grodnie, zm. 12 września 1981) – polski duchowny rzymskokatolicki, biskup pomocniczy lubelski w latach 1969–1981.

## Życiorys
Święcenia kapłańskie przyjął w Lublinie 29 czerwca 1948. W latach 1949–1951 studiował prawo kanoniczne na Katolickim Uniwersytecie Lubelskim. Od 1951 był wychowawcą Niższego Seminarium Duchownego w Lublinie. W latach 1950–1952 pełnił obowiązki proboszcza w parafii św. Bazylego w Świerszczowie. W 1956 uzyskał doktorat.
Od 1966 był kanonikiem kapituły lubelskiej. 14 kwietnia 1969 został mianowany biskupem pomocniczym diecezji lubelskiej i biskupem tytularnym Trevico. Sakry biskupiej udzielił mu 15 maja 1969 biskup Piotr Kałwa. Pełnił funkcję wikariusza generalnego.
Jest autorem licznych publikacji o martyrologii Kościoła na Lubelszczyźnie.